# Kassettentäter
Unter dem Begriff Kassettentäter wurde in den frühen 1980er Jahren eine Reihe von Tonträgern herausgebracht, auf denen zum damaligen Zeitpunkt unbekannte und neue Musikgruppen und Freizeitmusiker aus der Underground-Szene ihre Musik veröffentlichen konnten. Mit einer Auflage von bis zu 2000 Stück wurden diese Kassetten auf den Markt gebracht. Neben Musikgruppen, die später auch eine überörtliche Bedeutung erlangten (z. B. Die Lennons, Milch macht’s möglich oder Rhythmus Radikal) wurde auch reinen Lokalgruppen (z. B. Pius & die Päpste (Darmstadt), Trickbeat oder Der Kreis der Betroffenen (beide aus Eschweiler)) die Chance auf eine eigene Produktion gegeben.
Die Zahl der ausgegebenen Kassetten und der Bands, die diese Veröffentlichungsmöglichkeit nutzten, lässt sich heute nicht genau benennen, da zahlreiche Kassetten nur örtlich begrenzt ausgegeben wurden. Eine umfangreiche Auflistung wurde u. a. von Frank Apunkt Schneider in seinem Buch „Als die Welt noch unterging – Von Punk zu NDW“ veröffentlicht.
Aus heutiger Sicht bieten diese Tonträger einen wichtigen Beitrag zur Darstellung der Sozialgeschichte der frühen 1980er Jahre in Deutschland.